# Pangirkiran (Hulu Sihapas)
Pangirkiran is een bestuurslaag in het regentschap Padang Lawas Utara van de provincie Noord-Sumatra, Indonesië. Pangirkiran telt 230 inwoners (volkstelling 2010).